# Gomenasai
Gomenasai (japanisch: ごめんなさい (gomen’nasai); deutsch: „Es tut mir leid“) ist eine Lied des russischen Popduos t.A.T.u. aus dem Jahr 2005. Bekanntheit erlangte es auch im Folgejahr durch die Coverversion Happy Birthday von Flipsyde, Piper und t.A.T.u.

## Entstehung und Veröffentlichung
Geschrieben und produziert wurde das Lied vom US-amerikaner Martin Kierszenbaum. Bei der Produktion erhielt dieser Unterstützung durch Robert Orton.
Die Erstveröffentlichung von Gomenasai erfolgte am 10. Oktober 2005 als Teil von Dangerous and Moving bei Interscope Records (Katalognummer: 06024 9885103), dem zweiten englischsprachigen Studioalbum von t.A.T.u. Am 12. Mai 2006 erschien das Lied als dritte Singleauskopplung aus dem Album. Diese erschien als 2-Track-CD-Single mit einer Remixversion zu Cosmos (Outer Space) als B-Seite (Katalognummer: 06024 9857617). Darüber hinaus erschien am gleichen Tag eine CD-Maxi-Single, die um den Titel Craving (I Only Want What I Can’t Have) sowie das Musikvideo zu Gomenasai erweitert wurde.
| Europäische Maxi-Single 1. Gomenasai 2. Cosmos (Outer Space) (She Wants Revenge-Remix) 3. Craving (I Only Want What I Can’t Have) (Bollywood-Mix) 4. Gomenasai (Musikvideo) | Europäische 2-Track-Single 1. Gomenasai 2. Cosmos (Outer Space) (She Wants Revenge-Remix) |

Das Coverbild der Single wurde von Bryan Adams aufgenommen.

## Inhalt und Stil
Anders als bei den vorherigen Veröffentlichungen der Gruppe handelt es sich bei Gomenasai um eine ruhige Pop-Ballade, die sich daher von den vorangegangenen Singles abhebt.
Nach Aussage Katinas war das Lied als Entschuldigung an die japanischen Fans gerichtet. 2003 hatten t.A.T.u. eine Live-Fernsehshow mitten im Programm verlassen und mehrere ihrer Auftritte verspätet begonnen, was viele Japaner verärgert hatte. Schließlich erreichte das Lied Platz 25 in den japanischen Charts.

## Musikvideos
Das Musikvideo zum Lied wurde im März 2006 im Botanischen Garten in Los Angeles unter der Regie von Hype Williams gedreht. Auch das Musikvideo unterscheidet sich deutlich von den vorherigen Veröffentlichungen der Band. Die Videos zu All the Things She Said, Not Gonna Get Us und All About Us beinhalteten schnelle Schnitte, passenden zum hohen Tempo der Songs. In Gomenasai hingegen wird eine träumerische und idyllische Atmosphäre erschaffen. Das Video zeigt die beiden Sängerinnen Jelena Katina und Julija Wolkowa singend vor einem schwarzen Hintergrund, ebenso wie Aufnahmen aus dem Botanischen Garten. Von Zeit zu Zeit wird das Bild einer steinernen Engel-Statue gezeigt, die ebenfalls im besagten Botanischen Garten steht.
Neben diesem Musikvideo wurde auch eine animierte Version produziert. Diese wurde nur in einigen Ländern veröffentlicht, wie zum Beispiel in Neuseeland, und ist im Stil der japanischen Animes gehalten. In dem Video wird Jelena Katina von einer Gruppe Roboter entführt, während Julija Wolkowa sie im weiteren Verlauf befreit und die Roboter dabei zerstört.

## Kritik
Das finnische Musikmagazin Stara vergab in seiner Wertung für Gomenasai zwei von fünf Punkten. Das Lied sei „eine normale Pop-Ballade“ und könne in dieser Kategorie als „obere Mittelklasse“ bezeichnet werden. Nach Ansicht des Magazins blieb das Duo mit dem Lied unter den an sie gestellten Erwartungen: „Sicher, die beiden hübschen Frauen passen perfekt zu dieser Stimmung, aber wenn wir über ‚Superpop‘ von t.A.T.u. reden, können wir etwas anderes erwarten.“ Insgesamt sei Gomenasai eine zeitgemäße Pop-Ballade, nach mehrmaligem Hören finde sich jedoch nichts, was einen Hit ausmache.

## Chartplatzierungen
| ChartsChartplatzierungen | Höchstplatzierung | Wochen |
| ------------------------ | ----------------- | ------ |
| Deutschland (GfK)        | 30 (9 Wo.)        | 9      |
| Österreich (Ö3)          | 47 (3 Wo.)        | 3      |

## Happy Birthday
Schon vor der Veröffentlichung der Single Gomenasai erschien Happy Birthday von Flipsyde Ende Dezember 2005. Flipsyde hatten sich mit Absprache von t.A.T.u. die Melodie und das Piano-Intro geborgt und daraus einen neuen Song kreiert. Auch der Refrain wurde übernommen. So singt Katina die Zeilen „What I thought was a dream ... Was as real as it seemed“ und Wolkowa „I made a mistake“. Beim Einsingen im Studio hatte Wolkowa beide Stellen übernommen, bei Liveauftritten sangen aber immer beide Sängerinnen, zum Beispiel bei The Dome 37, MTV TRL und Top of the Pops. Produziert wurde Happy Birthday von Martin Kierszenbaum und Robert Orton, die zuvor schon an der Produktion der beiden englischsprachigen Alben von t.A.T.u. beteiligt gewesen waren.
Das Lied handelt von der Abtreibung eines Kindes. Das lyrische Ich richtet seine Worte an das Kind und malt sich aus, wie dessen Leben hätte verlaufen können, wenn es auf die Welt gekommen wäre.
Ursprünglich wollten die beiden Sängerinnen von t.A.T.u. Gomenasai nicht als Single veröffentlichen, erst der große Erfolg der Version von Flipsyde in den deutschsprachigen Ländern führte zur Single-Auskopplung und der Produktion zweier Musikvideos.

### Chartplatzierungen
| ChartsChartplatzierungen | Höchstplatzierung | Wochen |
| ------------------------ | ----------------- | ------ |
| Deutschland (GfK)        | 4 (19 Wo.)        | 19     |
| Österreich (Ö3)          | 10 (20 Wo.)       | 20     |
| Schweiz (IFPI)           | 11 (24 Wo.)       | 24     |

| ChartsJahrescharts (2006) | Platzierung |
| ------------------------- | ----------- |
| Deutschland (GfK)         | 28          |
| Österreich (Ö3)           | 47          |
| Schweiz (IFPI)            | 76          |

### Auszeichnungen für Musikverkäufe
In Schweden wurde Happy Birthday im Jahre 2009 mit Platin für über 20.000 verkaufte Singles ausgezeichnet, nachdem es dort im Jahre 2006 Platz drei der Charts erreicht hatte.
| Land/Region        | Auszeichnungen für Musikverkäufe (Land/Region, Auszeichnung, Verkäufe) | Verkäufe |
| ------------------ | ---------------------------------------------------------------------- | -------- |
| Deutschland (BVMI) | Gold                                                                   | 150.000  |
| Schweden (IFPI)    | Platin                                                                 | 20.000   |
| Insgesamt          | 1× Gold · 1× Platin ·                                                  | 170.000  |